# Gutach im Breisgau
Gutach (Alemannic thấp: Guetich im Brisgau) là một thị xã thuộc huyện Emmendingen, bang Baden-Württemberg, Đức. Đô thị này có diện tích 24,78 km², dân số thời điểm 31 tháng 12 năm 2020 là 4588 người.

## Hành chính
Thị xã Gutach bao gồm 6 làng:
- Gutach
- Bleibach
- Siegelau
- Stollen
- Kregelbach
- Oberspitzenbach

## Địa phương kết nghĩa
Worthing, Vương quốc Anh